# Regionální vlak

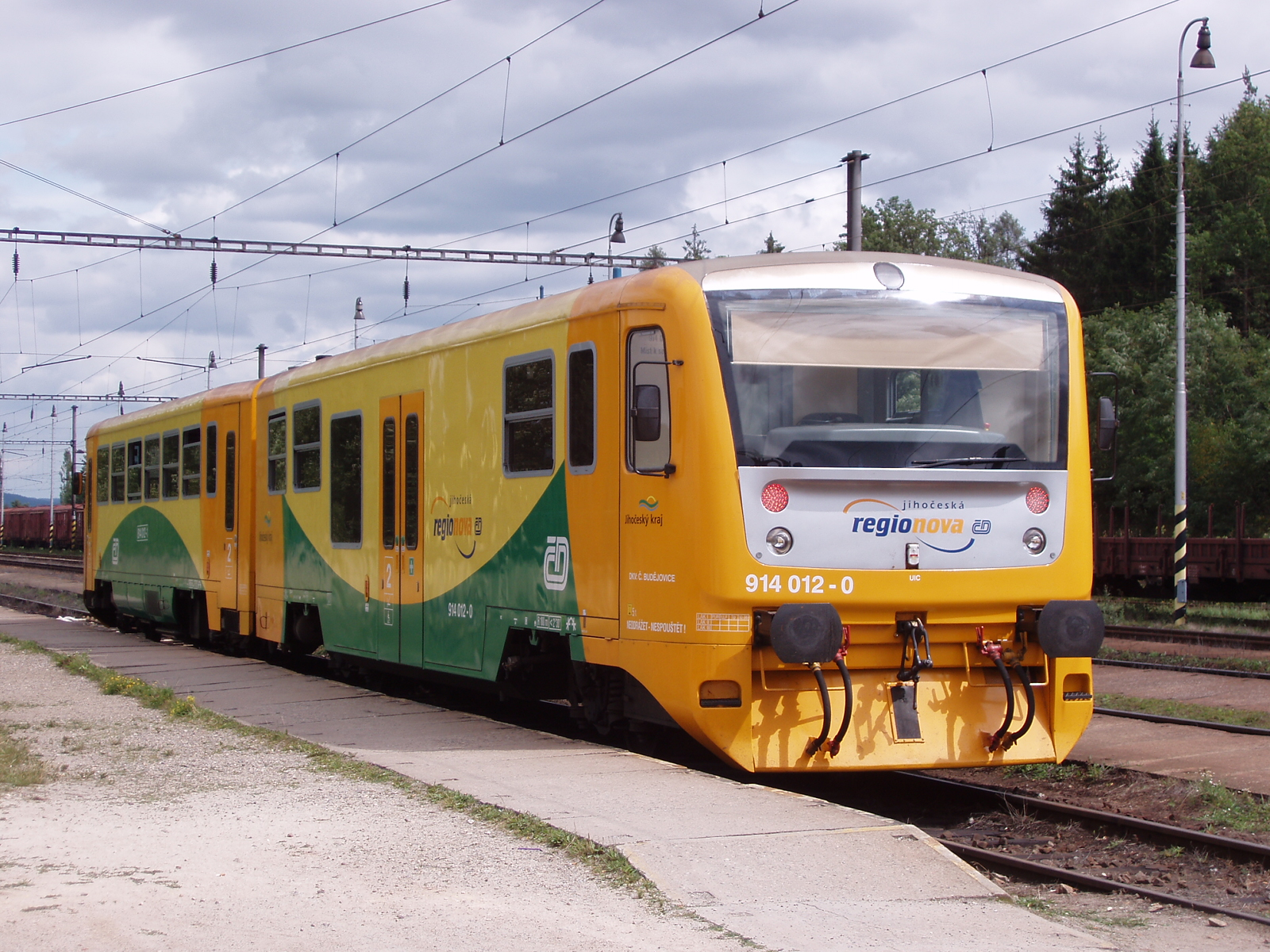
Motorová jednotka 814 nasazovaná na regionální vlaky

Regionální vlak je určen zejména pro dopravní napojení periferních oblastí na jádrové a cestování na kratší vzdálenosti. Mezi regionální vlaky se řadí spoje kategorií osobní a spěšný vlak. Zatímco osobní vlak zastavuje ve všech stanicích a zastávkách, spěšný některé zastávky na své trase projíždí.
Regionální vlaky bývají začleňovány do integrovaných dopravních systémů.